# 21 Canum Venaticorum
21 Canum Venaticorum este o stea din constelația Câinilor de Vânătoare.